# Lateinische Ode

Lateinische Ode (Ode latine), BWV Anh. 20, est une cantate profane de Johann Sebastian Bach donnée le 9 août 1723 à l'Université de Leipzig en l'honneur de l'anniversaire du duc Friedrich II de Saxe-Gotha-Altenburg. L'auteur du livret est inconnu mais on sait que celui-ci était en latin. La musique non plus ne nous est pas parvenue.